# Регедзиньский, Теодор
Теодор Регедзиньский (пол. Teodor Regedziński; 28 апреля 1894, Лодзь — 2 августа 1954, Лодзь) — польский шахматист.
В составе национальной сборной участник 4-х Олимпиад (1928, 1933, 1937—1939). На 7-й Олимпиаде (1937) показал 2-й результат на своей доске, на 2-й (1928) и 8-й (1939) — 3-й.
Во время Второй мировой войны после Олимпиады в Буэнос-Айресе в 1939 году он вернулся в оккупированную страну, где был внесен в фолькслист и взял фамилию Регер. Он принимал участие в турнирах, организованных в нацистской Германии и служил в вермахте в качестве переводчика.

## Спортивные достижения
| Год  | Город        | Турнир                | +  | − | =  | Результат | Место |
| ---- | ------------ | --------------------- | -- | - | -- | --------- | ----- |
| 1926 | Варшава      | 1-й чемпионат Польши  | 7  | 1 | 9  | 11½ из 17 | 3—7   |
| 1927 | Лодзь        | 2-й чемпионат Польши  | 6  | 3 | 5  | 8½ из 14  | 4     |
| 1928 | Гаага        | 2-я Олимпиада         | 8  | 1 | 4  | 10 из 13  | 3 3   |
| 1933 | Фолкстон     | 5-я Олимпиада         | 2  | 1 | 4  | 4 из 7    |       |
| 1935 | Варшава      | 3-й чемпионат Польши  | 5  | 6 | 5  | 7½ из 16  | 10—11 |
| 1937 | Юрата        | 4-й чемпионат Польши  | 7  | 3 | 11 | 12½ из 21 | 7—8   |
|      | Стокгольм    | 7-я Олимпиада         | 10 | 1 | 2  | 11 из 13  | 3 2   |
| 1939 | Буэнос-Айрес | 8-я Олимпиада         | 6  | 3 | 4  | 8 из 13   | 2 3   |
| 1952 | Катовице     | 10-й чемпионат Польши | 7  | 3 | 11 | 12½ из 21 | 5—8   |